# Бэняса
Бэняса (рум. Băneasa) — город в Румынии в составе жудеца Констанца.

## История
Населённый пункт под названием Паракёй (тур. Paraköy) существовал уже в 1750 году, во времена Османской империи. В 1878 году, по итогам Берлинского конгресса эта территория была передана Румынии, после чего деревня получила румынское название. Во время Первой мировой войны эти места стали ареной боёв между войсками Антанты и Центральных держав.
В 2004 году Бэняса получила статус города.